# Élections municipales espagnoles de 1979
Des élections municipales en Espagne  ont lieu le 3 avril 1979. Il s'agit des premières dans ce pays depuis la fin du franquisme.